# باربارا اندرسون (هنرپیشه زن)
باربارا اندرسون (انگلیسی: Barbara Anderson؛ زادهٔ ۲۷ نوامبر ۱۹۴۵) هنرپیشه اهل آمریکا است.
ندرسون در بروکلین، نیویورک متولد شد. پدرش، جورج اندرسون، یک مرد سرباز نیروی دریایی بود. او سال‌های اولیه خود را در شهر نیویورک گذراند، اما در طول سال‌های نوجوانی، در ممفیس، تنسی، جایی که والدینش نقل مکان کرده بودند، اقامت کرد.
اندرسون در دوران نوجوانی، زمانی که نمایشنامه تنسی ویلیامز را اجرا کرد، به بازیگری علاقه‌مند شد. اندرسون در حالی که او در دانشگاه ایالتی ممفیس دانشجو بود، عنوان خانم ممفیس را در سال ۱۹۶۳ به دست آورد. اندرسون بازیگر تئاتر رپرتوری فرانت استریت بود و به‌طور حرفه‌ای در ممفیس با بازیکنان دانشگاه ساوت وسترن بازی کرد. بعدها، او با تئاتر هنر لس آنجلس بازی کرد
ندرسون تصمیم گرفت به لس آنجلس نقل مکان کند. در سال ۱۹۶۶، یکی از اولین حضورهای تلویزیونی او در قسمت اول سریال پیشتازان فضا، «وجدان پادشاه» بود. او برای اولین بار شخصیت ایو ویتفیلد خود را در فیلم تلویزیونی آیرونساید مارس ۱۹۶۷ به نمایش گذاشت و زمانی که سریال در سپتامبر عرضه شد، این نقش را ادامه داد.
اندرسون یکی از چهار بازیگر اصلی سریال آیرونساید بود، اندرسون نقش یکی از دو افسر پلیس را بازی کرد که برای کمک به رابرت آیرونساید (ریموند بر)، رئیس سابق کارآگاهان سانفرانسیسکو، پس از اینکه به دلیل تیراندازی از پاهایش استفاده نکرد، بازی کرد. اندرسون به مدت چهار فصل به نقش افسر ویتفیلد ادامه داد. او برای ایفای نقش در این سریال، جایزه Primetime Emmy را برای بهترین بازیگر نقش مکمل زن در سال ۱۹۶۸ دریافت کرد. او یک نقش تکراری (هفت قسمت) در فصل آخر مأموریت غیرممکن را پذیرفت.
در سال ۱۹۷۱، اندرسون، آیرونساید و بازیگری تمام وقت تلویزیون را ترک کرد تا زمان بیشتری را با همسرش بگذراند. با این حال، او به کار خود ادامه داد و نقش‌های مکمل را در چندین فیلم تلویزیونی پذیرفت، از جمله فیلم آزمایشی سال ۱۹۷۳ برای مرد شش میلیون دلاری، فیلم کلاسیک تلویزیونی ترسناک از تاریکی نترس، و در سال ۱۹۷۷، عشق من، خیلی عمیق دروغ می‌گویید (جایی که او با همبازی سابق آیرونساید، دان گالووی دوباره همبازی شد). او همچنین نقش‌های مهمان در برنامه‌های تلویزیونی محبوب آن دوره از جمله قایق عشق، زن شگفت‌انگیز، و مارکوس ولبی، M.D. را پذیرفت. در سال ۱۹۹۳، اندرسون با همبازی‌های سابق خود در آیرونساید برای فیلم تلویزیونی Return of Ironside بازی گرد، دوباره در نقش خود به عنوان ایو ویتفیلد که اکنون مادر یک دختر است. پس از این نقش، اندرسون برای همیشه از بازیگری کناره‌گیری کرد.